# Bayecourt
Bayecourt è un comune francese di 288 abitanti situato nel dipartimento dei Vosgi nella regione del Grand Est.

## Società

### Evoluzione demografica
Abitanti censiti